# Hannover Tourismus Service

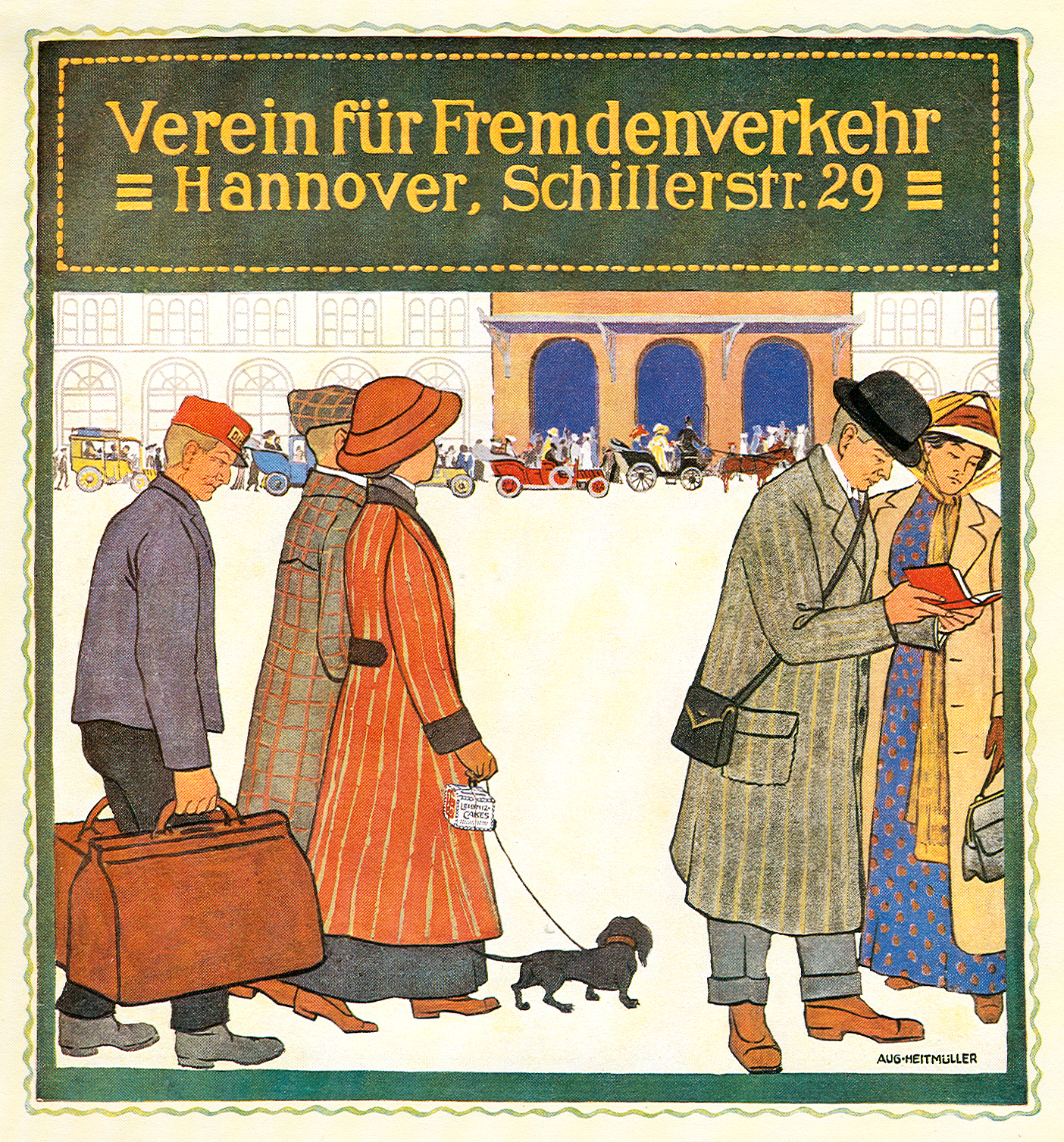
Um 1910: Anzeige des Vereins für Fremdenverkehr mit Werbung für Leibniz-Cakes des Grafikers August Heitmüller

Der Verein Hannover Tourismus Service e.V. ging aus dem im 19. Jahrhundert gegründeten Verkehrsverein Hannover hervor und verschmolz 2012 mit dem Freundeskreis Hannover.

## Verkehrsverein Hannover

### Geschichte
Nachdem im Deutschen Kaiserreich 1882 durch Theodor Unger ein früher Hannover Fremdenführer durch die Stadt und ihre Bauten herausgegeben worden war, wurde im Folgejahr 1883 der „Verein zur Förderung des Fremdenverkehrs“ gegründet und gab schon zwei Jahre später 1885 seinen ersten Fremdenführer für Hannover heraus. In der Folge wurde der Verein häufig umbenannt.
Im Jahr 1900 betrieb der Verein eine Geschäftsstelle in der Bahnhofstraße 4, die später häufig an andere Standorte verlegt wurde. Nach dem Zweiten Weltkrieg hatte der Verein ab 1957 seinen Sitz im Laveshaus an der Friedrichstraße, zuletzt in der Prinzenstraße 6.
1986 initiierte Ralph Jarrett, Geschäftsführer des Vereins und Leiter des städtischen Amtes für Fremdenverkehr, gemeinsam mit Kulturamtsleiter Harald Böhlmann das erste Maschseefest.
2006 wurde unter der Trägerschaft des Verkehrsvereins und unter strengen Regeln der Flohmarkt, seitdem Altstadt-Flohmarkt genannt, neu belebt.

### Hannover Tourismus Service e.V.
Nachfolger des Verkehrsvereins wurde der Hannover Tourismus Service (HTS), der unter seinem Vereinsvorsitzenden Peter Richter die Fusion mit dem Freundeskreis Hannover vorbereitete.

### Schriften (unvollständig)
- Fremdenführer für Hannover, 1885
- Martin Anger (Red.), Martina Liedtke (Mitarb.): 1883–1983. 100 Jahre Verkehrsverein Hannover, Vorwort des Stadtrats und Vereinsvorsitzenden Peter Fischer, Hannover: Druckerei Josef Grütter, 1983
- Helmut Zimmermann: 110 Jahre Verkehrsverein Hannover von 1883 bis 1993, hrsg. vom Verkehrsverein Hannover, Hannover 1993
- Periodika:
  - Hannover. Veranstaltungen in der Landeshauptstadt [anfangs teilweise mit dem Zusatz Monatsblätter für den Fremdenverkehr], hrsg. vom Verkehrsverein Hannover e. V., nachgewiesen von 1933 – 1941 und 7/1957 – 33/1982
  - Hannoversche Monatsschau, nachgewiesen Nummer 1/1951
  - Hannover-Vorschau. Veranstaltungen in der Landeshauptstadt und Umgebung, [Hannover: Brähmer, 1986–1992, mit sehr fehlerhafter Jahrgangs-Zählung], Elze: Brähmer, Ausgaben: 1986 - 2004/6; damit Ersch. eingestellt
- Stadtführer durch Hannover, die Grossstadt im Grünen, hrsg. vom Verkehrsverein Hannover e.V., 6. Auflage, Hannover: Madsack [1966]